# Hrvatsko domobranstvo (NDH)
Hrvatsko domobranstvo (od studenog 1942. Domobranstvo) bio je naziv za redovne oružane snage Nezavisne Države Hrvatske. Zadaća Domobranstva bila je obrana nove države od domaćih i stranih neprijatelja. Dijelilo se na Kopnenu vojsku, Mornaricu i Zračne snage. Pod zapovjedništvom Ministarstva domobranstva djelovale su i Narodna zaštita i Državna radna služba.
Domobranstvo nije uspjelo igrati značajniju ulogu tijekom rata zbog niza čimbenika – slabe motivacije, čestog dezerterstva, naklonosti partizanima, rivalstva s Ustašama, nekompetentnog, pretežno starijeg časničkog kadra i nedostatka teškog, pogotovo oklopnog naoružanja. Kopnena vojska s klasičnom organizacijom nije mogla primjereno odgovoriti na gerilski, partizanski način ratovanja. U studenom 1944., nakon otvorenog svrstavanja čitavih postrojbi Domobranstva na stranu partizana, dolazi do spajanja domobranskih i ustaških postrojbi u jedinstvene Hrvatske oružane snage.
U redove domobranstva su se donekle infiltrirali komunisti, koji su uspjeli s izvođenjem raznih diverzija i obavještajnim pribavljanjem informacija. Dio domobrana se odazvao pozivima da prijeđu u partizane.
Nakon kapitulacije Italije, časnici Domobranstva su značajnim dijelom pokazali spremnost podržati prelazak NDH na stranu zapadnih saveznika, te ih je dosta surađivalo u uroti Lorković-Vokić.
Na vrhuncu popunjenosti, 1943. kopnenu vojsku Domobranstva činilo je više od 130.000 pripadnika, a tijekom rata u Domobranstvu je ukupno služilo oko 180-200.000 ljudi. Za vrijeme rata i poraća smrtno je stradalo oko 125.000 pripadnika Domobranstva, Ustaške vojnice i HOS-a.
Nominalno je Domobranstvo prestalo postojati uklapanjem u Hrvatske oružane snage krajem 1944. godine. U praksi se i nadalje znalo koje su postrojbe domobranske, a koje ustaške, makar su bile objedinjene u sastav istih divizija.

## Pozadina
Nakon raspuštanja Kraljevskog hrvatskog domobranstva krajem 1918., vojni obveznici iz Hrvatske u Kraljevini Jugoslaviji su izgubili pravo služenja vojnog roka isključivo na području Hrvatske, uporabe hrvatskog jezika u vojsci, ali i bilo kakve vojne autonomije poput one u vrijeme Austro-Ugarske. Mnogi časnici bivše austrougarske vojske, nezadovoljni materijalnim ili političkim tretmanom u novoj državi, završili su vojne karijere ili su otišli u emigraciju. Domobranstvo je ostao pojam hrvatske vojne posebnosti, a i ustaški pokret se u počecima nazivao ustaško-domobranskim. U Zagrebu je 1928. osnovana proustaška organizacija Hrvatski domobran, koja je izdavala istoimene novine, koje su kasnije izlazile samo u emigraciji. Prvaci HSS-a su 1939. prilikom pregovora tražili vlastite vojne formacije u vidu domobranstva ili da Hrvati služe vojnu obavezu u Hrvatskoj pod hrvatskim časnicima. No, središnja vlast je pokazala otpor takvoj ideji, pa je kompromis nađen u legalizaciji Hrvatske seljačke i građanske zaštite.

## Povijest
Odmah nakon što je proglasio osnivanje NDH, 10. travnja 1941., bivši pukovnik austrougarske vojske (te, od 1918. do 1921. god., vojske Kraljevine SHS) Slavko Kvaternik je kao zamjenik Poglavnika potpisao Zakon o osnutku vojske i mornarice Države Hrvatske, koji je dva dana kasnije objavljen u Narodnim novinama. Zajedno s pješačkim pukovnikom Slavkom Štancerom, ratnim vojnim invalidom bez desne ruke, započeo je formalno ustrojavanje oružanih snaga NDH. Prvi službeni naziv vojske bio je Vojska Države Hrvatske, no na prvoj sjednici Vlade nakon dolaska Ante Pavelića u Zagreb, održanoj 16. travnja, naziv je promijenjen u Hrvatsko domobranstvo. Regularna vojska nove države trebala je i imenom odražavati nastavak vojne tradicije Kraljevskog hrvatskog domobranstva, prve moderne nacionalne oružane sile. Poslove oko ustrojstva nove vojske obavljalo je privremeno predsjedništvo čiji su članovi bili general Slavko Štancer (kopnene snage), admiral Đuro Jakčin (ratna mornarica), pukovnik Vladimir Kren (zrakoplovstvo), Josip Marković (željeznice i promet), Zvonimir Pavešić (cestovni promet), Hinko Krenčić (pošta) i Petar Petković (javni red i sigurnost). Na sjednici Privremenog predsjedništva hrvatskog domobranstva, održanoj 17. travnja 1941., odlučeno je da se nova vojska ustroji i vodi po uzorima i načelima koji su vrijedili za hrvatsko domobranstvo do 1918. godine. Na taj će se način, kako je rečeno, produžiti tradicija hrvatske vojske i njezine slavne 42. "Vražje" divizije. "Obnova domobranstva" išla je do te mjere da su postrojbama nakratko vraćena imena koja su imala do 1918. U Narodnim novinama 18. travnja 1941. godine objavljeno je rješenje o ustrojstvu vojske i mornarice Hrvatskog domobranstva. Uspostavljanjem popunidbenih zapovjedništava, domobranstvo je dobilo početnih oko 45.000 pripadnika. Od tog broja zračne snage su imale oko 5.000 pripadnika, mornarica 2.000, oružništvo oko 7.500, dok su ostatak činile kopnene jedinice. U novinama su objavljivani pozivi časnicima i dočasnicima bivše austrougarske te jugoslavenske vojske rođenima na teritoriju NDH da se prijave najbližoj vojnoj posadi. Tako je već poslije prva tri mjeseca postojanja NDH imala oko 3.500 časnika, od čega 40 generala i 950 viših časnika. Budući da je velika većina nekadašnjih časnika austrougarske vojske bila poodmakle dobi, narod ih je podrugljivo zvao naftalincima.
Talijani su, unatoč drugačijim obvezama preuzetima u Rimu, sputavali postrojavanje i naoružavanje oružanih snaga NDH. I Nijemci su u prvi mah mislili kako će NDH ustrojiti tek manje snage, skoro isključivo redarstvenog tipa, pa se od toga odustalo tek kasnije, zbog rasplamsavanja ustanka u zemlji. Sâm je Hitler 6. lipnja predložio Paveliću da NDH ne razvija veće oružane snage. Jedan od ključnih poticaja za ozbiljnije ustrojavanje vojske bila je inicijativa vodstva NDH da pošalje i opremi dragovoljce na Istočno bojište, što je za pravi motiv imalo ubrzavanje izgradnje vojnih postrojba NDH. Prema generalu Dragojlovu, plan za izgradnju djelatne vojske NDH izrađen je u ljeto 1941. u suradnji s njemačkim generalom u Zagrebu, a u najvećoj je mjeri ovisio o oružju i materijalu koje se moglo dobiti samo iz Italije, odnosno Njemačke. Kasnije su Nijemci isporuke oružja i tehnike – koje Nijemci nisu darivali, nego skupo prodavali – uvjetovali obukom vojnika u Njemačkoj. Nakon Rimskih ugovora i talijanske okupacije druge i treće zone, Talijani su u tim područjima sebi potčinili sve domobranske postrojbe. U njemačkoj pak okupacijskoj zoni, od samog početka sve više je rastao utjecaj njemačke vojske i njemačkih zapovjednika, pogotovo zbog slabe borbene učinkovitosti Domobransva. Tako krajem 1942. Nijemci moraju odobriti sve akcije postrojbi većih od bojne (1.000 vojnika).
Vojskovođa Kvaternik je kao zapovjednik Domobranstva bio nezadovoljan samovoljnim ustaškim postupcima i tražio je da mu se podrede ustaške postrojbe. Za razliku od toga, Pavelić je imao sve manje povjerenja u domobranstvo, a uvijek se oslanjao na skupinu visokih ustaških dužnosnika i časnika s kojima je prije proglašenja NDH boravio u emigraciji.  Zbog toga je u listopadu 1942. došlo do njihovog razlaza, Kvaternikove ostavke i odlaska u Slovačku. Nakon toga, nitko od domobranskih časnika nije mogao zaustaviti ustaše, što će do kraja rata dovesti do potpune prevlasti ustaša i Ustaške vojnice nad domobranstvom.

## Novačenje
Novačenje se vršilo u 21. godini, a vojni rok trajao je dvije godine. Vojni obveznici s područja Nezavisne Države Hrvatske, koji su u bivšoj Kraljevini Jugoslaviji počeli služiti vojni rok i koji potpadaju pod obvezu redovnog novačenja (rođeni 1920./1921.) bili su osnova za osnutak hrvatskih oružanih snaga. Glavni izvor ljudstva za popunjavanje domobranstva bili su vojni obveznici Hrvati i Muslimani ("Hrvati islamske vjere") državljani NDH, a za popunjavanje domobranstva časnicima iskorišteni su bivši jugoslavenski ili austrougarski časnici Hrvati i Muslimani. Prvobitno su iz domobranstva i njegovog časničkog zbora u potpunosti isključene osobe srpske nacionalnosti. Isto je vrijedilo za Židove i Rome. Židove se jedino moglo pozvati na službu u domobranstvo kao civilne osobe na obavljanje određenog honorarnog posla ili u sanitet. Vojskovođa Kvaternik je 30. travnja 1941. naglasio da se časnike i dočasnike Srbe ne može primiti u domobranstvo, kako one iz Srbije, tako ni oni s područja NDH. Vojskovođa je upozorio da će svaki zapovjednik koji postupi suprotno i kod kojeg radi časnik, dočasnik ili službenik Srbin, biti stavljen pred ratni sud i optužen za veleizdaju. Jedinu su iznimku mogli činiti "Hrvati pravoslavne vjere" koji su u vojnu službu primljeni odobrenjem vojskovođe. Nakon kapitulacije Italije u rujnu 1943. i preuzimanja vlasti u Dalmaciji, odlučeno je da se stanovništvo Dalmacije neće novačiti, kako bi ih se pokušalo pridobiti na stranu NDH, a i zbog slabe podrške ustaškom pokretu i NDH u Dalmaciji nakon predaje teritorija Talijanima.

## Izobrazba
Budući da su uza sve napore vojne vlasti imale manjak časnika, a bivši austrougarski časnici nisu imali dovoljno znanja o modernom ratovanju, pristupilo se obuci u posebnim časničkim i dočasničkim školama, dok se pripravnike slalo i u Njemačku i Italiju na izobrazbu. Naredbom o vojnim školama Ministarstva hrvatskog domobranstva od 31. kolovoza 1941. osnovane su časničke i dočasničke škole. Prva klasa novoosnovane Domobranske vojne akademije u NDH, koja se nalazila u Ilici 236, imala je 878 pitomaca. Među njima su bili i pitomci završnih klasa Vojne akademije u Beogradu podrijetlom iz Hrvatske. Dovršavajući školovanje u Domobranskoj akademiji, oni su tijekom 1941. promaknuti u čin poručnika i tako postali prvi mladi časnici hrvatskog domobranstva koji su školovani u Nezavisnoj Državi Hrvatskoj. Uz to je u Sarajevu postojao tzv. tečaj Vojne akademije, čiji su polaznici nakon uspješno završenog prvog godišta mogli upisati prvi tečaj Domobranske vojne akademije u Zagrebu. Istom su naredbom osnovane i dočasničke škole u kojima je ukupno bilo 2.878 polaznika. Vojskovođa Kvaternik je sredinom 1942. odredio da se u te škole mogu primiti osobe "hrvatske pravoslavne vjere", ali da svaku takvu molbu treba provjeriti i dostaviti njemu na odobrenje.

## Prisega
Prisega hrvatskih domobrana glasila je:

## Zapovjedna struktura
Prilikom proglašenja NDH zapovjednik cjelokupne oružane sile postaje Slavko Kvaternik te kao znak svoje titule dobiva maršalsku palicu u obliku sjekire. Nakon njegovog razlaza s Pavelićem u jesen 1942., tu titulu nosi ministar Navratil, nakratko general-pukovnik Čanić, a nakon sloma urote Lorković-Vokić 1944. do kraja rata preuzima je poglavnik Ante Pavelić.
Prilikom ustrojavanja domobranstva osnovano je Privremeno predsjedništvo s raznim ustanovama – Stožerom kopnene vojske, Glavnim stožerom Vojskovođe i sl. U početku je pod nadzorom tog tijela bio i cjelokupni promet. 4. kolovoza 1941. osnovano je Ministarstvo Hrvatskog domobranstva (MHD), koje je u studenom 1942. preimenovano u Ministarstvo domobranstva (MINDOM), a 1943. u Ministarstvo oružanih snaga (MINORS). U sklopu ministarstva osnovan je Glavni stožer domobranstva, čime je prestala potreba za djelovanjem Zapovjedništva Kopnene vojske i Glavnog stožera Vojskovođe. Ulogu zapovjedništva KoV preuzela su zapovjedništva triju zbornih područja. U ožujku 1942. osnovan je i Glavni stan Poglavnika kako bi koordinirao rad Domobranstva, Oružništva i Ustaške vojnice, no već krajem 1942. prestaje s radom. Osnivanjem MINORS-a u siječnju 1943., Glavni stožer domobranstva preimenovan je u Glavnostožerni ured, čime je sveden na razinu samo jednog od ureda unutar Ministarstva te je prestao igrati važniju ulogu. Nakon propasti urote Lorković-Vokić, MINORS postaje samo administrativni i izvršni organ, bez ikakva stvarnog utjecaja.
- Zapovjednik oružanih snaga
  - Vojskovođa Slavko Kvaternik (1941. – 1943.), de facto uklonjen s tog položaja u listopadu 1942.
  - General Miroslav Navratil (1943. – 1944.)
  - General-pukovnik Matija Čanić (1944.)
  - Poglavnik Ante Pavelić (1944. – 1945.)
- Ministarstvo Domobranstva (MINDOM)/Ministarstvo oružanih snaga (MINORS)
  - Ministar Domobranstva/Ministar oružanih snaga
    - Vojskovođa Slavko Kvaternik (1941. – 1942.)
    - General Vilko Begić (1942. – 1943.)
    - General Miroslav Navratil (1943. – 1944.)
    - General Ante Vokić (1944.)
    - Admiral Nikola Steinfel (1944. – 1945.)
- Glavni stožer Domobranstva/Glavnostožerni ured
  - Glavar Glavnog stožera Domobranstva
    - Podmaršal August Marić (1941.)
    - Podmaršal Vladimir Laxa (1941. – 1942.)
    - General Ivan Prpić (1942. – 1943.)[21]
    - General Fedor Dragojlov (1943. – 1944.)
    - Potpukovnik Dragutin Helbich (1944.)

  - Pročelnik Poduhvatnog odjela: General Fedor Dragojlov (1941. – 1943.)
  - Vrhovni nadzornik oružanih snaga: General Slavko Štancer (1941.)
- Zapovjedništvo kopnenih snaga (sredinom 1941. raspušteno i zamijenjeno zapovjedništvima zbornih područja)
  - Zapovjednik kopnenih snaga
    - General Slavko Štancer (1941.)
    - Podmaršal Vladimir Laxa (1941.)
- Zapovjedništvo plovnih snaga
  - Zapovjednik plovnih snaga
    - Admiral Đuro Jakčin (1941. – 1943.)
    - Doadmiral Edgar Angeli (1943. – 1944.)
    - Admiral Nikola Steinfel (1944. – 1945.)
- Zapovjedništvo zračnih snaga
  - Zapovjednik zračnih snaga
    - General Vladimir Kren (1941. – 1943.)
    - Pukovnik Adalbert Rogulja (1943. – 1944.)
    - General Vladimir Kren (1944. – 1945.)

## Ratni put

### 1941.
Hrvatsko domobranstvo je u početku imalo 16 pješačkih bojni i dva konjanička eskadrona – ukupno 16.000 ljudi. Od početnih 16 bojni ubrzo je naraslo na 15 pješačkih pukovnija (svaka s dvije bojne) između svibnja i lipnja 1941. Bilo je organizirano u 5 divizijskih područja s ukupno oko 55.000 vojnika. Ostale postrojbe uključivale su 35 lakih tenkova (nekad jugoslavenskih, ali predanih domobranstvu od talijanskih snaga), četiri inženjerijske bojne, 10 topničkih bitnica (opremljenih s bivšim jugoslavenskim 105mm češkim topovima), konjičku pukovniju u Zagrebu i samostalnu konjaničku bojnu u Sarajevu. Dvije samostalne motorizirane pješačke bojne bile su smještene u Zagrebu i Sarajevu.
Glavna uloga vojske u prvim ratnim mjesecima bila je uspostava vlasti u svim krajevima NDH i osiguravanje neometanog javnog i privatnog života u novoj državi zajedno s Oružništvom. S vremenom se na području Like, Banovine, Zagore i istočne Bosne raširio četnički, a kasnije i partizanski pokret koji je zahvatio i šire prostore. Zadaća Hrvatskog domobranstva bila je obračunati se s pobunjenicima, oduzeti sve oružje koje je bilo u ilegalnom posjedu i uspostaviti javni poredak u tim krajevima. Nova i razmjerno neiskusna vojska slomila je pobunu Srba u istočnoj Hercegovini u lipnju, a već u srpnju borila se u istočnoj i zapadnoj Bosni. Zatim su se ponovno borili u istočnoj Hercegovini kao ispomoć lokalnim postrojbama. Počevši od 27. lipnja pješačkim postrojbama podršku pruža i zrakoplovstvo, izviđajući, bombardirajući partizanska uporišta, izvlačeći ranjene, dopremajući streljivo opkoljenim posadama (primjerice, u Višegradu) i slično. Do kraja 1941. godine Hrvatsko domobranstvo bilo je već razmjerno dobro naoružana i organizirana vojna sila. Krajem godine domobranstvo je imalo 85.000 pripadnika i 6.000 oružnika, dok se negdje navode i brojevi od 70.000 domobrana i oko 8.000 oružnika. 1. studenog krenulo se u reorganizaciju Kopnene vojske. Domobranstvo je bilo podijeljeno u 3 vojna područja sa sjedištima u Sisku, Banjoj Luci i Sarajevu. Sastojalo se od 6 pješačkih divizija.

### 1942.
Do sredine 1942. domobranstvo ima oko 100.000 vojnika, podijeljenih u 3 zbora. Svaki se zbor sastojao od po dvije divizije s pripadajućim oklopnim, opkoparskim (inženjerijskim), pionirskim (izviđačkim) i ostalim bojnama i satnijama. No, 19. svibnja 1942., od 20.000 vojnih obveznika njih se tek malo više od 50% odazvalo na poziv u Domobranstvo.
1942. Hrvatsko domobranstvo dobiva moderno naoružanje kopnene vojske i zrakoplovstva, uglavnom kupljeno od Njemačke.
Oformljene su i samovozne (motorizirane) i oklopne (tenkovske) satnije u sastavu pješačkih divizija, uglavnom sa svrhom potpore pješaštvu. Ratne operacije domobranstva šire se na čitavu Bosnu gdje je pojačana aktivnost partizana. Dolazi i do prvih većih bitaka protiv četnika (u istočnoj Bosni) i partizana, uglavnom na području zapadne Bosne – oko Bihaća, Banje Luke i Jajca. Četnici su bili vrlo aktivni i na području istočne Bosne i Zagore. Dolazilo je i do pojedinih sukoba s divljim ustašama koji su dolazili na domobransko operativno područje radi pljačke i osvete. U siječnju 1942. domobranstvo je protjeralo partizane iz istočne Bosne natrag u Crnu Goru, no ipak nije moglo spriječiti njihov kasniji prodor u zapadnu Bosnu. Zrakoplovstvo je letjelo sve više na borbene misije, a zalijetalo se i duboko nad partizansko područje, uništavajući skladišta hrane, komunikacije i poljoprivredne pogone.
Konvencionalne pješačke divizije su bile preglomazne za partizanski način borbe, pa su u rujnu 1942. oformljene četiri posebne gorske brigade (1. – 4.) Svaka je imala dvije pukovnije s četiri bojne od 1.000 vojnika, gorske i strojničke satnije, bitnice s po dva topa, 16 lakih i 16 teških strojnica i šest minobacača. Oformljene su i dvije dobrovoljačke pukovnije i mobilna oružnička brigada, no u studenom 1942. partizani su okupirali sjevernu Bosnu, pa su domobranske snage mogle kontrolirati samo glavna naselja i komunikacijske linije, napuštajući seoska područja. 1942. se dogodila i bitka na Kozari, u kojoj je razbijena glavnina partizanskih snaga na planini Kozari. Domobranske snage koje su sudjelovale u bitci imale su oko 18.000 vojnika, 150 tenkova i 80 zrakoplova. Glavnina domobranskih snaga napala je iz smjera Jasenovca prema Prosati i iz smjera Banovine prema Bosanskom Novom. Za vrijeme akcije 445 vojnika na strani NDH je bilo ubijeno, 654 ranjeno, a 498 vojnika se vodilo kao nestali. Partizani su za vrijeme bitke izgubili preko 6.000 vojnika, većinom poginulih.

### 1943.
Oformljene su četiri lovačke brigade (5. – 8.), svaka s po dvije pukovnije od četiri bojne s 500 pripadnika uz topničku skupinu, posebno opremljenu za gorski teren. Prva veća akcija domobranstva bilo je istjerivanje partizanskih snaga iz zapadne Bosne i grada Bihaća gdje se smjestio glavni stožer partizana. U suradnji s njemačkim postrojbama, partizani su nakon žestokih borbi istjerani i počeli su se povlačiti prema Neretvi. Potkraj veljače i početkom ožujka vodila se žestoka bitka s partizanima, a u njoj su sudjelovali 4. domobranski zdrug i 5. i 8. divizija, ukupne snage 15.000 ljudi sa 110 tenkova i jednom eskadrilom zrakoplova. Najžešće borbe su se vodile oko Gornjeg Vakufa, kojeg su partizani 3. ožujka nakratko zauzeli. Domobrani su zajedno s Nijemcima i Talijanima pritisnuli partizane koji su se povukli preko Neretve u istočnu Hercegovinu i dalje prema Sandžaku.
Sljedeća veća bitka u kojoj je sudjelovalo domobranstvo bila je operacija Schwarz, poznatija kao Bitka na Sutjesci. U njoj su domobranske snage (4. domobranski zdrug, 4., 5. i 7. divizija) u jačini od 15.000 ljudi sa 120 tenkova i 15 zrakoplova operativne grupe "Sarajevo" napale partizanske položaje u dolini Sutjeske i oko grada Foče. U prvim tjednima borbe nije bilo nekih većih pomaka, iako se linija pomicala na štetu partizana. Onda su u razdoblju od 3. do 15. lipnja partizani izvršili žestoki proboj svim snagama i probili se u istočnu Bosnu. Aktivnosti domobranstva sve se više pojačavaju, pogotovo nakon kapitulacije Italije zbog koje je došlo do intenzivnog jačanja partizanskog pokreta. Domobranstvo je krajem 1943. doseglo najveći broj pripadnika – 130.000 vojnika. No, povećavalo se i dezertiranje, tako da se prilikom mobilizacije pričuvnih časnika u proljeće 1943. od 149 pozvanih odazvalo svega 65.

### 1944.
Do 1944. Domobranstvo je imalo 90.000 pripadnika, iako je samo njih 20.000 sačinjavalo borbeni sektor za prvu crtu bojišnice, organiziranih u tri gorske, četiri lovačke i osam statičkih brigada, uz 1. izobrazbenu diviziju. Do sredine 1944., mnogi pripadnici domobranstva počeli su se otvoreno svrstavati na stranu NOP-a, što je vodilo do masovnih slučajeva prebjega partizanima. Čak su i cijele postrojbe veličine bojne te zrakoplovi ZNDH znali prebjeći na stranu partizana. Do studenog su prebjezi, dezertiranje i odljev pripadnika Domobranstva u ustaške zdrugove (brigade) ili 369., 373. i 392. tzv. legionarske divizije (pješačke divizije Wehrmachta s hrvatskim pripadnicima pod njemačkim časnicima) smanjili broj pripadnika Domobranstva na 70.000. 20. studenog 1944. Domobranstvo je spojeno s Ustaškom vojnicom u jedinstvene Hrvatske oružane snage.

## Rodovi

### Kopnena vojska
U vojno-ozemnom smislu NDH je od početka studenog 1941. godine do kraja rata bila podijeljena na tri zborna područja. Područje sjeverozapadne Hrvatske, Korduna, Banovine, zapadne Bosne, Like, Hrvatskog primorja i sjeverne Dalmacije bilo je obuhvaćeno zapovjedništvom prvog zbornog područja, pod zapovjedništvom II zbornog područja bilo je područje Srijema, Slavonije i sjeverne Bosne, a zapovjedništvo III zbornog područja obuhvaćalo je preostali dio Bosne, Hercegovinu i srednju i južnu Dalmaciju. Prema potpisanim Rimskim sporazumima s fašističkom Italijom nazočnost i organiziranost kopnene vojske NDH u području tzv. Druge zone bila je iznimno ograničena.
Prvi zapovjednik kopnenih snaga 16. travnja 1941. postao je general pješaštva Slavko Štancer. Do listopada 1941. ustrojeno je 15 pješačkih pukovnija, jedna konjička pukovnija te 10 topničkih odjela u pet divizijskih područja. Zapovjednik Kopnene vojske u to vrijeme bio je general-poručnik August Marić. 1. studenog 1941. krenulo se u reorganizaciju. Ustrojena su tri vojna zbora. Postojeći vojni zborovi ponovno su reorganizirani 1. svibnja 1943.

### Mornarica
Prema Rimskim ugovorima NDH je morala izjaviti da nema namjeru držati ratnu mornaricu, odnosno ratne brodove preko 50 tona. Stoga se u početku mornarica sastojala od riječne flotile (sa stožerom u Zemunu) zajedno s bojnom mornaričkog pješaštva i morske flote od nekolicine obalnih ophodnih brodova, podijeljene u tri pomorska zapovjedništva – Crikvenica (kasnije Sušak), Makarska (kasnije Split) i Dubrovnik. Zakonom o oružanim snagama od 18. ožujka 1942. RM NDH je postala Domobranstva. Imala je samo 1.262 pripadnika u rujnu 1943. Kasnije, nakon kapitulacije Italije 1943., mornarica je preuzela bolje luke. Međutim, tek 15. kolovoza 1944. NDH je dobila prve veće brodove od Nijemaca u Trstu. Potpuna dominacija britanske mornarice i partizanskih snaga nisu ostavljali puno prostora Mornarici NDH. Krajem prosinca 1944., sastojala se od male flotile stacionirane u Rijeci. Čitava flotila pokušala je prebjeći partizanima u prosincu 1944., ali sva su plovila osim jednog, na kojem je bio zapovjednik flote, Nijemci zaustavili. Nijemci su potom razoružali plovila, poneka uključili u sastav Kriegsmarine, a posade uputili u Zagreb, gdje su tvorili posebnu postrojbu za borbu na kopnu.

### Zrakoplovstvo
Zrakoplovstvo NDH osnovano je 19. travnja 1941., imenovanjem Vladimira Krena zapovjednikom Odjela zračnih snaga. Tijekom lipnja 1941. s Nijemcima je postignut dogovor o osnivanju stalnih zrakoplovnih luka i preuzimanju zarobljenih zrakoplova od bivše Kraljevine Jugoslavije. Kao rezultat tog dogovora, Zrakoplovstvo NDH osnovalo je dvije zračne luke: Zagreb i Sarajevo. Osnovu Zrakoplovstva činilo je 500 časnika i 1.600 dočasnika bivšeg Kraljevskog jugoslavenskog zrakoplovstva, zajedno sa 125 zrakoplova. U njegovu sastavu ispočetka su bili zrakoplovi Potez XXV, Breguet XIX, Fizir FP.2, Avia-Fokker F.39 i Savoia-Marchetti S.79, pa su zbog raznolikosti zrakoplova postojali mnogi problemi oko održavanja i nabave dijelova. Prva borbena djelovanja Zrakoplovstvo NDH obavilo je 27. lipnja 1941. Tijekom 1942. zrakoplovstvo je imalo 4 operativne skupine s 12 jata (eskadrila) te dva legionarska jata na istočnom bojištu. Do 1943. ZNDH je imalo 9.775 pripadnika te je bilo opremljeno s 295 letjelica. 1944. je bila katastrofalna za ZNDH zbog pojave savezničkog zrakoplovstva, s 234 izgubljenih zrakoplova (uglavnom na tlu), tako da je u 1945. ušlo s 196 zrakoplova.

## Hrvatske postrojbe u njemačkoj i talijanskoj vojsci
Njemačke su vojne vlasti na teritoriju NDH, kako je vrijeme teklo, sve više obveznika Domobranstva odvlačile u Wehrmacht. Vrlo je teško procijeniti točan broj Hrvata koji su služili u njemačkim uniformama zbog velikog broja dobrovoljaca, koji nisu bili nacionalno klasificirani. Postojao je, međutim, izvjesni broj organiziranih hrvatskih postrojbi u sklopu Njemačke vojske, koje se ponekad nazivaju i legijama. Sredinom 1944. na cjelokupnom prostoru NDH nalazilo se ukupno 350.000 njemačkih vojnika, od čega je 70.000 bilo vojnih obveznika NDH u sastavu njemačkih postrojbi. Osim tih postrojbi, u sklopu njemačke i talijanske vojske osnovane su hrvatske postrojbe, tzv. legije, koje su poslane na istočno bojište kao politički potez.

### Wehrmacht
- 369. pojačana hrvatska pješačka pukovnija, stradala u bitci za Staljingrad
- 369. "Vražja" divizija
- 373. "Tigar" divizija
- 392. "Plava" divizija

### Waffen SS
- 13. oružana gorska divizija SS-a "Handžar"
- 23. oružana gorska divizija SS-a "Kama"

### Talijanska vojska
- Laki prijevozni zdrug, poslan na istočno bojište

### Zrakoplovstvo
- Hrvatska zrakoplovna legija borila se na Istočnom bojištu. U sklopu legije djelovali su najuspješniji hrvatski zrakoplovni asevi u povijesti, Mato Dukovac s 44 i Cvitan Galić s 38 potvrđenih zračnih pobjeda.
- Hrvatska protuzrakoplovna legija
- 17. zrakoplovna satnija

### Mornarica
- Hrvatska pomorska legija osnovana je zbog talijanske zabrane NDH držanja pomorskih snaga. Bila je smještena u Bugarskoj i Ukrajini. 1944. legija se vratila u Hrvatsku i postala jezgrom nove hrvatske jadranske mornarice.

## Ustaše i Domobranstvo
Ustaška vojnica (paravojne stranačke postrojbe Ustaškog pokreta) postala je značajan čimbenik oružanih snaga NDH, jer je na vrhuncu bila ustrojena u 24 zdruga (brigade) te je tijekom rata brojem pripadnika dostigla, a po nekim izvorima i premašila Domobranstvo. Zapovjedništvo vojske i Ministarstvo je u početku odredilo da se ustaške postrojbe trebaju držati dijelom vojske samo u pogledu opskrbe opremom i oružjem, a krajem kolovoza 1941. određeno je da djelatne vojne osobe ne mogu biti članovi ustaške organizacije "jer je to organizacija političkog značaja". Iako je djelovala usporedno i autonomno od Domobranstva, Ustaška vojnica je 1942. stavljena pod nadzor Glavnog stana Poglavnika i Glavnog stožera Oružanih snaga. Unatoč tome i dalje je bila stranačka vojska, pod kontrolom poglavnika, a ne zapovjednika domobranstva.
Između pripadnika UV i Domobranstva postojala je netrpeljivost, pogotovo zbog ustaških zločina i njihove samovolje. Postojanje dviju vojnih organizacija i određivanje njihova djelokruga rada doveli su do brojnih problema i sukoba, što je otežavalo suradnju. Mnogi ustaški časnici su se odnosili podcjenjivački prema Domobranstvu. Tomislav Sertić, svojevremeno načelnik Glavnog stožera Ustaške vojnice, je o Domobranstvu rekao:
S obzirom na to da je Ustaška vojnica kroz čitav rat patila od nedostatka školovanih časnika, ponekad su domobranski časnici bili premještani u Ustašku vojnicu, bez obzira na česta neslaganja između ustaških i domobranskih časnika. Pri tome su premješteni časnici redovno dobivali više činove. Bojnik Juraj Bobinac je 1944. premješten u vojnicu s činom dopukovnika te postao časnik elitnog Poglavnikovog tjelesnog zdruga. Nakon postavljanja pukovnika Jure Francetića za zapovjednika stajaćih djelatnih zdrugova UV 25. kolovoza 1942., za zapovjednika I. stajaćeg djelatnog zdruga postavljen je domobranski dopukovnik Ivan Stipković koji je premješten u vojnicu s činom pukovnika i ostao na položaju sve do pogibije 30. kolovoza 1943. g.

## Otpor ustaškom režimu u redovima Domobranstva i suradnja u uroti Lorković-Vokić
| Pukovnik Ivan Babić, prebjegao saveznicima u Italiju 1943. |  | Pukovnik Ivan Babić, prebjegao saveznicima u Italiju 1943.      |
| Pukovnik Ivan Babić, prebjegao saveznicima u Italiju 1943. |  | Stjepan Neuberger, strijeljan zbog suradnje s partizanima 1941. |

Različita narav Domobranstva od ustaških postrojbi od početka je izazvala napetosti prema ustašama, a kasnije i sukobljavanja. Već u ljeto 1941., prilikom prvih borbenih djelovanja u istočnoj Hercegovini, časnici su jedva spriječili domobranske postrojbe da oružjem ne djeluju protiv ustaških parapostrojbi, koje su počinile pokolj srpskih civila. Podmaršal Vladimir Laxa, poslan na to područje, naredio je puštanje na slobodu uhićenih Srba iz zatvora u Mostaru te im je time spasio život. 7. kolovoza 1941. pukovnik Babić i oružnički pukovnik Medved poslali su Nijemcima tajni memorandum kojim traže skidanje ustaša s vlasti, navodeći da su partizani obični ljudi koji su pobjegli pred ustaškim zločinima. Ustaše su na Domobranskoj akademiji pokušali organizirati skupno pristupanje naraštaja kadeta ustaškom pokretu, što su svi kadeti bojkotirali. Njemački vojni predstavnik u NDH, general Edmund Glaise von Horstenau, u svom izvještaju već 13. rujna 1941. piše kako hrvatski vojnici nemaju povjerenja u svoje zapovjednike te misle da se na području NDH radi o građanskom ratu. U jednom izvještaju tijekom 1942. navodi se kako se u domobranskoj posadi u Bjelovaru Talijane otvoreno smatra neprijateljima, a o Nijemcima kao saveznicima govori se uz podsmijeh.
Od samog početka u Domobranstvo su se infiltrirali komunisti povezani s NOP-om. Njihovo djelovanje svodilo se na sabotaže, nagovaranje domobrana na bijeg u partizane, širenje letaka, organiziranje pobuna te krađu opreme i oružja. Od domobranskih časnika sklonih NOP-u partizani su redovno dobivali korisne obavještajne podatke. Tijekom rata veliki je broj domobrana surađivao s NOP-om ili prebjegao u partizanske odrede. Pukovnik Stjepan Neuberger optužen je za kontakte s partizanima i pucnjavu pripadnika Lakog prijevoznog zdruga na vlak kojim se kretalo ustaško vodstvo, izveden je pred prijeki sud i smaknut 23. prosinca 1941. U prosincu 1942. UNS je uhitila 68 vojnih časnika zbog suradnje s partizanima. Jedan je ubijen zbog opiranja privođenju, a najmanje 6 ih je smaknuto nakon suđenja. Tijekom 1943. i 1944. otkriveno je još časnika koji su surađivali s partizanima, od kojih su neki smaknuti bez formalnosti. 23. kolovoza 1943., skupina ustaša izvršila je atentat na glavara glavnog stožera, generala Ivana Prpića, koji je uspio preživjeti. U ožujku 1944. glavni ustaški stan poslao je Paveliću popis 129 časnika Domobranstva koje treba smijeniti zbog nepouzdanosti.
Domobranstvo je bilo temeljna snagu s kojom je računao ministar oružanih snaga Vokić u uroti Lorković-Vokić, jer je opozicija ustašama i Paveliću naišla na plodno tlo u domobranskim redovima. Suradnji s pučistima odazvali su mnogi časnici. Bilo je predviđeno da poslije puča Domobranstvo postane "Mačekova vojska u nastajanju".
Ministar Vokić se od svibnja 1944. godine na terenu kako bi obišao sve postrojbe i govorio sa svim zapovjednicima. Njegovi govori bili su neka vrsta senzacije, uvijek aludirajući da će domobranstvo stati protiv svakog na putu održanja države, misleći na Nijemce. Domobranski časnici su organizirali širenje propagande pobornika prelaska na stranu Saveznika, uglavnom političara vezanih uz HSS, sve do propasati urote (koja je u principu bila usmjerena protiv Nijemaca: Ante Pavelić je o tijeku urote odpočetka bio informiran) na sjednici Vlade NDH 30. kolovoza 1944. godine, koja je po svemu sudeći nastupila kada se ustanovilo da Saveznici nemaju namjeru iskrcati se na istočnu obalu Jadrana, niti žele surađivati s vojnim snagama NDH.
Propast planiranog prevrata rezultirala je dezertiranjem u partizanske redove, kao odgovor na poziv Josipa Broza Tita upućenog baš 30. kolovoza 1944. godine domobranima da prijeđu na stranu tada već očitog ratnog pobjednika. U razdoblju od 1. do 15. rujna 1944. godine prebjeglo je samo jedinicama Istočne grupe partizanskih odreda (Bjelovar) 245 domobrana s kompletnim naoružanjem. Posljednji poziv maršala Tita od 30. kolovoza 1944. u kojemu poziva domobrane i ostale suradnike okupatora da do 15. rujna pristupe partizanima, dok će svi oni koji ostanu biti izvedeni pred ratni sud i suđeni kao izdajnici naroda, ubrzao je masovno dezertiranje.
Časnik domobranima neprijateljske NOVJ (na području Like) od 1941. godine i kasniji general JNA Milan Basta opisuje domobranstvo ovakvim riječima: 

## Zločini
Dne 2. kolovoza 1941. zapovjednik Kopnene vojske, general-poručnik Slavko Štancer, poslao je naredbu zapovjedništvima divizija i drugih postrojbi u sjeverozapadnoj Bosni o čišćenju ustaničkih sela na tom području. Naređuje da se prema svim pobunjenicima zateknutim u borbi ili u pomaganju borbe izvrši prijeki sud "bez milosti", bez obzira na spol, dok se sve muškarce sposobne za oružje zateknute u selima, ako nisu sudjelovali u borbi, odvede u sabirne logore. No, istodobno naređuje da se poštedi žene i djecu, ako nisu suradnici u ustanku. Domobranske postrojbe znale su u akcijama protiv partizana paliti napuštene kuće i sela, s obrazloženjem da se radi o imovini "ustanika", "četnika" i slično. Službeni naputak Ministarstva Domobranstva postrojbama prilikom borbe protiv partizana bila je praksa uzimanja talaca iz njihovih obitelji.
Dne 30. studenog 1941. 3. pješ. pukovnija u Karlovcu prenosi naredbu vojskovođe Slavka Kvaternika o postupanju prilikom izvođenja akcija protiv partizana. Naređuje se trenutno smaknuće svih zatečenih s oružjem ako ne pripadaju postrojbama NDH, upućivanje u sabirne logore civila koji se zateknu van svojih sela bez posebne dozvole te paljenje sela iz kojih se pucalo na domobranske postrojbe. Nadalje, ako se u blizini nekog sela dogodi sabotaža ili napad na postrojbe NDH, selo treba pretražiti, a iz svih domova iz kojih su muškarci pobjegli sve zatečene osobe treba odvesti u sabirne logore, uključujući i djecu i starce, dok kuće, stoka, žito i ostala imovina tih obitelji postaju državna imovina.
No, tijekom 1942. GS je donio odredbu za postupak prigodom akcija čišćenja pobunjeničkih područja. Odredbom je zabranjeno u akcijama protiv pobunjenika samovoljno djelovanje, pljačkanje, paljenje i uništavanje kuća i druge imovine. Žene, djecu i muškarce koji nisu naoružani i ne pružaju otpor, trebalo je u akcijama čišćenja poštediti i osigurati im zakonsku zaštitu i sigurnost života i imovine.
General Ivan Prpić u okružnici 27. travnja 1942. obavijestio je Ministarstvo, Glavni stožer, Oružništvo te ostale čimbenike da "sabirni logor Jasenovac može primiti neograničen broj zatočenika". Istodobno je pozvao zapovjedništva postrojbi da u Jasenovac pošalju sve komuniste uhvaćene u akcijama čišćenja terena. Njegov dopis značio je neizravno priznanje masovnih smaknuća u Jasenovcu te je time veliki broj viših časnika Domobranstva definitivno upoznat s tom činjenicom.
Prema naredbama Ustaške nadzorne službe i Ravnateljstva za javni red i sigurnost od 19. svibnja 1942. domobrani su zajedno s oružnicima i ustašama do kraja srpnja 1942. ‘očistili’ NDH od Roma, uhićujući ih i otpremajući u logore, uglavnom u Jasenovac, gdje su ubijani. U Jasenovcu je stradalo 16.173 Roma s područja NDH, od čega 5.608 djece ispod 14 godina starosti.

## Gubitci
Pojedinačni podatci samo za Domobranstvo uglavnom ne postoje. Žerjavić je izračunao da je ukupno 125.000 kvislinških snaga i kolaboracionista na strani NDH (iz Hrvatske, BiH te Srijema) – što znači pripadnika Ustaške vojnice, Hrvatskog domobranstva i posebnih muslimanskih jedinica – poginulo tijekom rata i u stradanjima u svibnju 1945. i poraću. Od toga je 65.000 stradalo tijekom rata, a 60.000 u svibnju 1945. i nakon toga. Od poratnih 60.000 gotovo 50.000 ih je ubijeno kod Bleiburga i na Križnom putu, a oko 10.000 u vezi s događajima kod Viktringa. Prema nepotpunom i nedovršenom poimeničnom popisu državne Komisije za utvrđivanje ratnih i poratnih žrtava RH 1999., s područja RH živote je izgubilo 13.908 pripadnika Domobranstva.

## Nakon rata
Brojni visoki časnici Domobranstva nakon rata su zbog suradnje s neprijateljem ili ratnih zločina osuđeni na smrt (Vilko Begić, Vladimir Laxa, Junuz Ajanović) ili dugogodišnje zatvorske kazne. Uređena domobranska groblja temeljito su uništena već u srpnju 1945. Nakon oslobođenja zemlje, nove vlasti donijele su 3. kolovoza 1945. Ukaz o općoj amnestiji i pomilovanju. Ipak, domobrani koji nisu prebjegli u NOVJ smatrani su građanima drugog reda u razdoblju SFRJ te su u pravilu teško dobivali posao, a ratni stradalnici i invalidi nisu primali nikakvu naknadu. U kasnijim propagandnim partizanskim filmovima i serijama isticana je borbena nesposobnost i kukavičluk domobrana.
Nakon uspostave Republike Hrvatske, upravo i zbog nemogućnosti zaposlenja u Jugoslaviji, unovačenim pripadnicima Hrvatskog domobranstva i HOS-a (u RH službeno nazvani pripadnicima Hrvatske domovinske vojske) 1992. dodijeljene su vojne mirovine i invalidnine, jednako kao i borcima NOVJ. U Hrvatskoj je 1999. bilo 34.090 korisnika tih mirovina, 2003. 27.552, 2010. 18.738 korisnika domobranskih mirovina primalo je prosječnu mirovinu od 1.619 kuna, a 2015. ih je bilo 8.995 s prosječnom mirovinom od 2.280 kuna. Polovicom 2016., prema podacima HZMO-a, u Hrvatskoj ima 7.531 korisnika mirovine pripadnika Hrvatske domovinske vojske. Većina ovih korisnika su udovice i djeca domobrana, a živućih bivših pripadnika Domobranstva i HOS-a je svega 1.820.
Hrvatsko domobranstvo se istodobno sve više počelo promatrati kao unovačena, redovna formacija, čiji su se pripadnici masovno priključivali antifašističkom pokretu i uglavnom nisu sudjelovali u ustaškim zločinima. Obnovljeni su i ponovno postavljeni spomen-križevi na Mirogoju, dok je na Trsatu postavljena spomen-ploča.
Osnovana je i udruga građana "Hrvatski domobran" koje okuplja bivše domobrane i njihove potomke, ali i simpatizere NDH i ustaškog pokreta.
U sklopu moderne Hrvatske vojske 1991. osnovano je Domobranstvo, pa su mnoge postrojbe HV-a tijekom rata nosile domobranske nazive. Jedna skupina preživjelih domobrana je simbolično podnijela prijavak ministru obrane Gojku Šušku. Najstariji i posljednji domobranski pukovnik Josip Aleksić dobio je čin pričuvnog general bojnika HV-a. U mimohodu Oružanih snaga RH 30. svibnja 1995. u sastavu povijesnih postrojbi sudjelovala je i skupina domobrana veterana u civilnim odijelima (uz odgovarajuću skupinu partizana). Na mimohodu "Pobjednički bedem" 30. svibnja 1997. u Zagrebu, u sklopu povijesnog postroja zastava, uz četiri zastave hrvatskih postrojbi NOVJ, sudjelovale su i četiri zastave postrojbi Domobranstva iz Drugog svjetskog rata. Suvremeno Domobranstvo kao dio Hrvatske kopnene vojske ukinuto je preustrojem 2003.
Domobranstvo iz Drugog svjetskog rata se u suvremenoj Hrvatskoj uglavnom ne vezuje uz fašizam, već kao "srednji put", između partizana i ustaša. Pojavljuje se i pojam domobranski mentalitet, koji je ponešto različit od domobranskog mentaliteta koji se vezuje uz Prvi svjetski rat.

## Vanjske poveznice
- Iscrpan prikaz svih postrojbi oružanih snaga NDH  Arhivirana inačica izvorne stranice od 4. srpnja 2007. (Wayback Machine)
- Stripovi o domobranima za vrijeme NDH
- Fotogalerija  Arhivirana inačica izvorne stranice od 14. veljače 2016. (Wayback Machine) prijelaza domobrana u partizane
- Rasprava o oklopnim sredstvima i postrojbama oružanih snaga NDH
- Kratak pregled postrojbi NDH
- Domobranstvo, Proleksis enciklopedija
- Organizacija i ratni put oružanih snaga NDH  Arhivirana inačica izvorne stranice od 24. rujna 2014. (Wayback Machine)
- Borbeni raspored postrojbi Domobranstva
- Svjedočanstvo o ratnom putu jednog pripadnika Kopnene vojske  Arhivirana inačica izvorne stranice od 4. ožujka 2016. (Wayback Machine)
- Ratni put jednog domobrana